# SNCF CC 6051

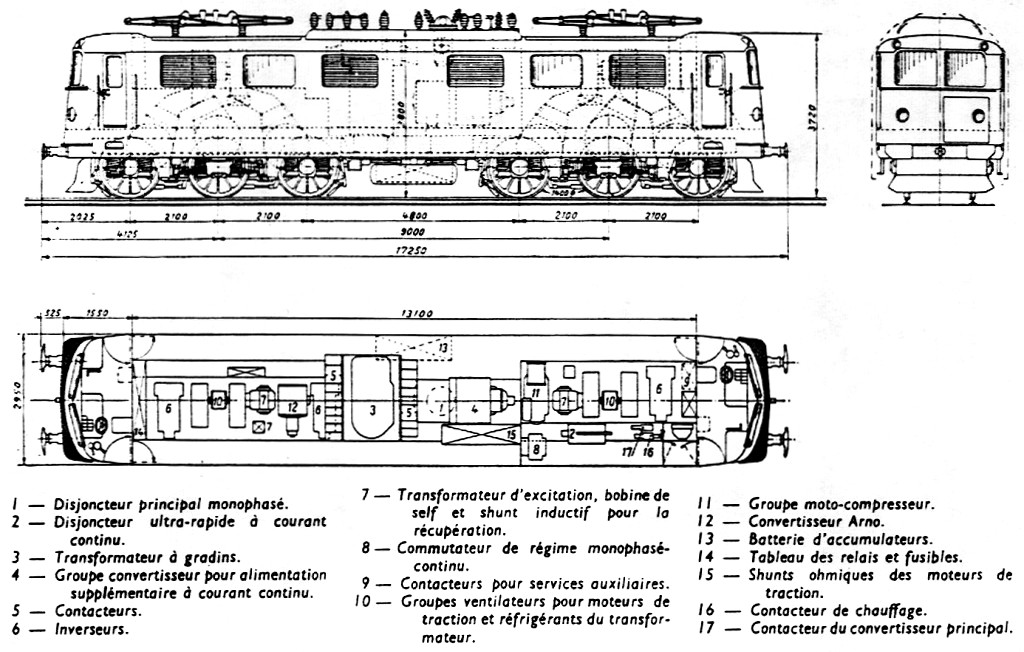
Typenskizze

Die CC 6051, später CC 20001, der SNCF ist eine französische elektrische Zweisystemlokomotive, die sowohl auf dem versuchsweise mit 20 kV 50 Hz, später mit 25 kV 50 Hz elektrifizierten Streckenabschnitt Aix-Les-Bains–Annecy–La Roche sur Foron als auch unter 1500 V Gleichstrom eingesetzt werden konnte. Es war die erste französische Lokomotive, die für den Betrieb mit Einphasenwechselstrom gebaut wurde, und gleichzeitig die erste Mehrsystemlokomotive der Welt, wenn auch die Leistung unter Gleichstrom eher als Hilfsantrieb anzusehen war. Vom mechanischen Teil her gilt diese Lokomotive als Vorläufer der SBB Ae 6/6.

## Geschichte
Nachdem die Franzosen während des Zweiten Weltkriegs mit großem Interesse den Versuchsbetrieb auf der Höllentalbahn beobachteten und nach Kriegsende die Weiterführung veranlassten, beschloss die SNCF eine eigene 78 km lange Strecke in Savoyen mit 20 kV 50 Hz zu elektrifizieren. Für den Betrieb wurden sechs Versuchslokomotiven und drei Triebwagen bei verschiedenen Herstellern bestellt.
Die Lokomotiven mussten folgende technischen Lasten erfüllen:
- Einsatz vor Güter- und Reisezügen auf Neigungen bis 20 ‰
- Beförderung von Güterzügen mit 530 t Gewicht mit 60 km/h auf der Neigung
- Betrieb mit einer Fahrleitungsspannung von nominal 20 kV 50 Hz Wechselstrom, die im Bereich von 16 bis 23 kV variieren kann
- Betrieb mit reduzierter Leistung unter 1500 V Gleichstrom

Die CC 6051 wurde von der SLM zusammen mit der MFO gebaut und am 9. September 1950 an das Depot Chambéry abgeliefert. Am darauf folgenden 16. September wurde der elektrische Betrieb vorerst auf dem Abschnitt Aix-Les-Bains–Annecy, ab dem 10. Mai 1951 bis La Roche sur Foron aufgenommen. Die Lokomotive verkehrte unter 1500 V Gleichstrom von Aix-Les-Bains zu ihrem Heimatdepot in Chambéry. 
Im Jahre 1952 wurde die Lokomotive vom 22. Februar bis am 23. März für Versuchsfahrten auf der Höllentalbahn eingesetzt. 
1951 beschlossen die SNCF und die Deutsche Bundesbahn, die Spannung der 50 Hz-Systeme, von 20 kV auf 25 kV anzuheben. Die Anpassungen der französischen Versuchsstrecke auf die neue Spannung erfolgte von Mai bis Dezember 1953. Die Transformatorwicklungen der Wechselstromfahrzeuge wurden während eines einmonatigen Aufenthalts im Depot Oullins-machines in La Mulatière an die höhere Spannung angepasst. Die CC 6051 hatte bis dahin bereits 460.000 km ohne größere Probleme zurückgelegt, so dass die SNCF im Jahre 1953 neun weitere Lokomotiven der zur Versuchslok sehr ähnlichen Baureihe CC 25000 bestellte. Mit der Verlängerung der 25 kV 50 Hz-Elektrifizierung nach Annemasse wurden alle für dieses System ausgerüstete Lokomotiven in das Depot des neuen Endpunktes verlegt. Die CC 20001 erreichte 1956 eine Gesamtlaufleistung von 850.000 km. 
Die Lokomotive bewährte sich, war aber teuer im Unterhalt und etwas fragil. Die Fahrmotoren waren empfindlich und erlitten bei langen schweren Anfahrten oder Schleudervorgängen leicht Schäden. Es kam oft zu Brüchen der Wicklungsbandagen, Spulenerdschlüssen und Rundfeuer. Ebenso verlangte der Arnó-Umformer für die Versorgung des 3-phasigen Bordnetzes eine sorgfältige Wartung. Mit der Ablieferung der mit statischen Gleichrichtern ausgerüsteten Lokomotiven der Baureihe BB 25150 wurde die CC 20001 in sekundäre Dienste zurückgedrängt. Sie war im Besonderen nicht für die Führung von Zügen auf der ab 1972 elektrisch betriebenen Verbindung Bellegarde–Evian geeignet, weil sie unter Gleichstrom zu schwach war, um die im Abschnitt Bellegarde–Longeray liegende 9 ‰-Rampe zu bewältigen und wurde deshalb nach der Auflösung des Depots Annemasse wieder nach Chambéry verlegt. 
Die CC 20001 war bis im April 1980 im Einsatz und hatte insgesamt 2.430.000 Kilometer zurückgelegt.
Nach der Ausrangierung wurde die Lokomotive in Erwartung einer Aufarbeitung für die Ausstellung im Eisenbahnmuseum Mülhausen zuerst in Depot Clermont-Ferrand, dann in Montluçon hinterstellt. Im Jahre 1999 bot die Stadt La Roche-sur-Foron an, die Aufarbeitung der Lok zu übernehmen und sie danach vor dem Bahnhof im Freien als Denkmal aufzustellen. Es sollte an den in der Nähe der Stadt geborenen Bahningenieur und späteren SNCF-Direktor Louis Armand erinnern, der maßgeblich zum Durchbruch der Elektrifizierung mit dem 25 kV 50 Hz-System beigetragen hatte. Sie wurde deshalb von Montluçon ins Depot Sotteville bei Rouen verbracht, wo die Lauffähigkeit für den Transport nach La Roche hergestellt werden sollte. Nachdem sie dort während zwei Jahren im Freien gestanden hatte, hatte sich der Zustand des Äußeren und der elektrischen Geräte in der Lok stark verschlechtert. Auf dem Weg nach La Roche war die Fahrt in Chambéry aufgrund eines Streiks zu Ende und die geplante Feier in Annecy abgesagt. Nachdem La Roche an der Lok nicht mehr interessiert war, übergab sie die SNCF im Jahre 2005 an die Association pour la Préservation du Matériel Ferroviaire Savoyard (APMFS). Weil in dem von der APMFS genutzten Depot Chambéry kein Platz war, wurde die Lok zuerst nach Ambérieu, dann nach Oullins für die äußerliche Aufarbeitung überführt und kann seit 2007 wieder im rollfähigen Zustand gezeigt werden. Eine betriebsfähige Aufarbeitung ist geplant.

## Technische Merkmale

### Elektrischer Teil
Im Gegensatz zu späteren 50 Hz-Lokomotiven hat die CC 20001 keine gleichrichtergespeisten Mischstrommotoren, sondern wie viele ältere 16⅔ Hz-Lokomotiven direkt mit Wechselstrom der Fahrleitungsfrequenz gespeiste Kollektor-Reihenschluss-Fahrmotoren mit Kompensationswicklung. Es sind dies sechs 16-polige Motoren mit der Typenbezeichnung 16 WB 880, von denen jeder beinahe 3 Tonnen wiegt. Die Motoren sind so groß, dass sie in den Lokkasten hineinragen. Diejenigen der beiden äußeren Achsen jedes Drehgestells sind ungefähr 45° schräg gegen Drehgestellmitte über den Achsen aufgebaut, der Motor der mittleren Achse ist direkt über dieser eingebaut. Immer zwei Motoren sind in Serie geschaltet und zusammen an einen gemeinsamen Wendeschalter angeschlossen. Die Fahrmotoren jedes Drehgestells werden durch zwei Radiallüfter gekühlt, die von einem gemeinsamen Drehstrom-Asynchronmotor angetrieben werden. Das Drehstromnetz wird durch einen Arnó-Umformer erzeugt.
Unter 25 kV 50 Hz fließt der Strom von der Fahrleitung über einen der beiden Stromabnehmer und den im Dach angeordneten Ölhauptschalter zum ölgekühlten Haupttransformator mit acht sekundärseitigen Anzapfungen. Von diesen werden die Fahrmotoren über zwei Gruppen elektro-pneumatischer Schützen mit einer regelbaren Klemmenspannung zwischen 0 und 435 V versorgt. Im Gleichstrombetrieb gelangt die Fahrleitungsspannung über den im Maschinenraum aufgestellten Schnellschalter zu einer rotierenden Umformergruppe, welche die Sekundärwicklung des Transformators mit 300 bis 500 V Wechselstrom versorgt. Die Regelung der Klemmenspannung der Fahrmotoren erfolgt in gleicher Weise wie im Wechselstrombetrieb. 
Die Systemwahl erfolgt über einen speziell dafür vorgesehenen Oberspannungswandler und eine Relaisschaltung, welche die dazugehörigen elektro-pneumatischen Systemwahlschalter auf dem Dach und im Maschinenraum ansteuert. Im Wechselstrombetrieb war eine Nutzbremse verfügbar, die einen guten Leistungsfaktor im Bereich von 50 bis 90 km/h aufwies, bei jeder Geschwindigkeit zugeschaltet werden konnte und bis zum Stillstand wirksam blieb. Im Bremsbetrieb arbeiteten die Fahrmotoren 5 und 6 als Erregermaschinen für die Fahrmotoren 1 bis 4. Bei Abtrennung eines Fahrmotors war die elektrische Bremse nicht mehr verfügbar.

### Mechanischer Teil
Mechanisch gilt die Lokomotive als Vorläufer der Ae 6/6 der SBB. Der über die Seitenpuffer 17,25 m lange Lokkasten ruht auf zwei dreiachsigen Drehgestellen. Er weist an beiden Seiten sechs Öffnungen auf, wovon vier Lüftungsgitter und zwei Fenster sind. Die Drehgestelle haben Schraubenfedern als Primärfederung und Blattfedern als Sekundärfederung. Der Maschinenraum hat zwei Seitengänge, wovon einer durchgehend ist und der andere nach dem Trafo vor der Apparatekammer mit defaur Gleichstromausrüstung endet. In der Mitte der Lok ist der Transformator angeordnet, daneben der rotierende Umformer für den Gleichstrombetrieb. Über den Fahrmotoren ist der Boden des Wagenkastens höher gelegt und darauf die übrigen Geräte angeordnet.